# Forever (chanson de Chris Brown)
Pour les articles homonymes, voir Forever.
Singles de Chris Brown
Take You Down
(2008) Dreamer
(2008)
Pistes de Exclusive: The Forever Edition
Down Superhuman
Forever est une chanson de Chris Brown sortie en 2008. Cette chanson a été répertoriée dans 18 hit-parades différents.

## Liste des pistes
États-Unis Promo CD
1. "Forever" (Main) - 4:38
2. "Forever" (Instrumental) - 4:40

 Royaume-Uni,  Irlande CD single
1. "Forever" (Main)
2. "Forever" (23 Deluxe Remix)

 Australie CD single
1. "Forever" (Main)
2. "Forever" (23 Deluxe Remix)
3. "Forever" (Cahill Club Mix)
4. "Forever" (Bobby Bass & J Remy Club Mix)
5. "Forever" (video)

Versions officielles
- "Forever" (Main) / (Main Version)
- "Forever" (23 Deluxe Remix)
- "Forever" (Bobby Bass & J Remy Club Mix)
- "Forever" (Cahill Club Mix)
- "Forever" (Instrumental)

## Classements et certifications
| Classement (2008)                       | Meilleure position |
| --------------------------------------- | ------------------ |
| Australie (ARIA)                        | 7                  |
| Autriche (Ö3 Austria Top 40)            | 31                 |
| Belgique (Flandre Ultratop 50 Singles)  | 47                 |
| Belgique (Wallonie Ultratop 50 Singles) | 40                 |
| Canada (Hot 100)                        | 2                  |
| Danemark (Tracklisten)                  | 17                 |
| France (SNEP)                           | 25                 |
| Pays-Bas (Nederlandse Top 40)           | 24                 |
| Europe (Hot 100)                        | 12                 |
| Allemagne (Media Control AG)            | 20                 |
| Irlande (IRMA)                          | 1                  |
| Japon (Hot 100)                         | 88                 |
| Nouvelle-Zélande (RMNZ)                 | 1                  |
| Suède (Sverigetopplistan)               | 17                 |
| Suisse (Schweizer Hitparade)            | 22                 |
| Royaume-Uni (UK Singles Chart)          | 4                  |
| Royaume-Uni (UK R&B Chart)              | 1                  |
| États-Unis (Hot 100)                    | 2                  |
| États-Unis (R&B/Hip-Hop Songs)          | 66                 |
| États-Unis (Billboard Pop 100)          | 1                  |

| Classement (2008)            | Position |
| ---------------------------- | -------- |
| Australie Classement single  | 20       |
| États-Unis Billboard Hot 100 | 10       |
| Classement (2009)            | Position |
| Hongrie Classement single    | 164      |

| Pays             | Certifications |
| ---------------- | -------------- |
| Australie ARIA   | 2 × Platine    |
| Nouvelle-Zélande | Platine        |
| États-Unis RIA   | 5 × Platine    |